# Lom (narod)
Lom (Orang Lom, Mapur), malajsko pleme na sjeveroistoku otoka Bangka u distriktu Belinyu kod Sumatre u Indoneziji. Proučavao ih je 1980.-tih Olaf H. Smedal, profesor socijalne antropologije iz Bergena. Populacija im danas iznosi svega oko 70, od čega tek nekoliko osoba još govori materinskim jezikom.